# Cervatto
Cervatto – miejscowość i gmina we Włoszech, w regionie Piemont, w prowincji Vercelli.
Według danych na rok 2004 gminę zamieszkiwało 49 osób, 5,4 os./km².